# Mekone II
Mekone II ou Mekon II est un village de la région du Centre du Cameroun. Il est localisé dans l'arrondissement (commune) de Minta, département de la Haute-Sanaga. On y accède par la piste rurale qui lie Nyeng à Ngamba.

## Population et société
En 1963, la population de Mekone II était de 274 habitants. Mekone II comptait 500 habitants lors du recensement de 2005. La population est constituée pour l’essentiel de Baboute.